# Enchodes orientalis
Enchodes orientalis là một loài bọ cánh cứng trong họ Melandryidae. Loài này được Nikitskii miêu tả khoa học năm 1973.